# Revščina
Revščina je pomanjkanje materialnih dobrin, ki se odraža v nezmožnosti človeka, da vzdržuje standard življenja, primerljiv s tistim svojih rojakov. V ekonomskem smislu je reven človek, čigar dohodek ne dosega praga, ki ga določi vlada neke države glede na povprečno stanje v tej državi. Temu pravimo relativna revščina in se meri na ravni družine kot osnovne enote družbe, izravnano glede na število družinskih članov. Pojem absolutna revščina pa se nanaša na nezmožnost zadostitve osnovnih življenjskih potreb, kot so hrana, pitna voda, obleka in zatočišče. Svetovna banka uporablja tudi izraz skrajna revščina, ki ga opredeljuje kot dohodek, nižji od 1,9 ameriškega dolarja na dan (za leto 2013).
Mednarodne organizacije prepoznavajo družbeno in ekonomsko neenakost, katere posledica je med drugim revščina dela prebivalstva, kot eno ključnih socialnih problematik. Za revščino je odgovoren kompleksen splet družbenih in individualnih dejavnikov, ki ga raziskujejo sociologi, ki še niso izdelali enotne teorije revščine. Večina pa zavrača ekonomistični model svobodne volje, po katerem je le posameznik odgovoren za svojo usodo in s tem edini vzrok za lastno revščino.
Generalna skupščina Združenih narodov je 17. oktober razglasila za mednarodni dan boja proti revščini.